# 旧グッゲンハイム邸
旧グッゲンハイム邸（きゅうグッゲンハイムてい）は兵庫県神戸市垂水区塩屋町にある異人館。塩屋海岸を望む高台に建つコロニアルスタイルの西洋館で、1階と2階に設けられた5連アーチのベランダを特徴とする。アレクサンダー・ネルソン・ハンセルによる設計と推定されている。

## 概要
1909年から1912年にかけてのいずれかの時期に建設されたと考えられている。
ドイツ系アメリカ人貿易商グッゲンハイムが1915年まで使用し、その後複数の所有者を経て竹内油業の所有となってからは長期間同社の社員寮として使用されていた。
2000年ごろから空家となり、阪神・淡路大震災と度重なる台風による被害もあって老朽化が進行。取り壊される可能性も取り沙汰されていた2007年、塩屋在住のステンドグラス作家デュルト･森本康代（デュルト･もりもとみちよ）ら一家が保存及び維持管理の為に私財をなげうって購入した。修復作業完了後、長男森本アリによる管理のもと2007年10月から貸会場として提供を開始。2008年2月から、定期的に一般への無料公開も実施している。
2020年8月6日、日本建築学会近畿支部は、従来、ドイツ系アメリカ人のジェイコブ・グッゲンハイムが所有したとされてきた本洋館について、ジェイコブ・グッゲンハイムが所有した記録が土地台帳になく、別人のイスタンブール出身のユダヤ人、ジェイコブ・ライオンスが所有した記録が確認され、近所にある別の洋館「旧竹内邸」の土地台帳に所有者としてジェイコブ・グッゲンハイムの名が確認されたと発表した。あわせて本洋館は、1908年頃に建設されたと推測された。

## 建築概要
- 設計 - アレクサンダー・ネルソン・ハンセル（推定）
- 竣工 - 1912年
- 構造 - 木造、地上2階建
- 延床面積 -
- 所在地 - 兵庫県神戸市垂水区塩屋町3-5

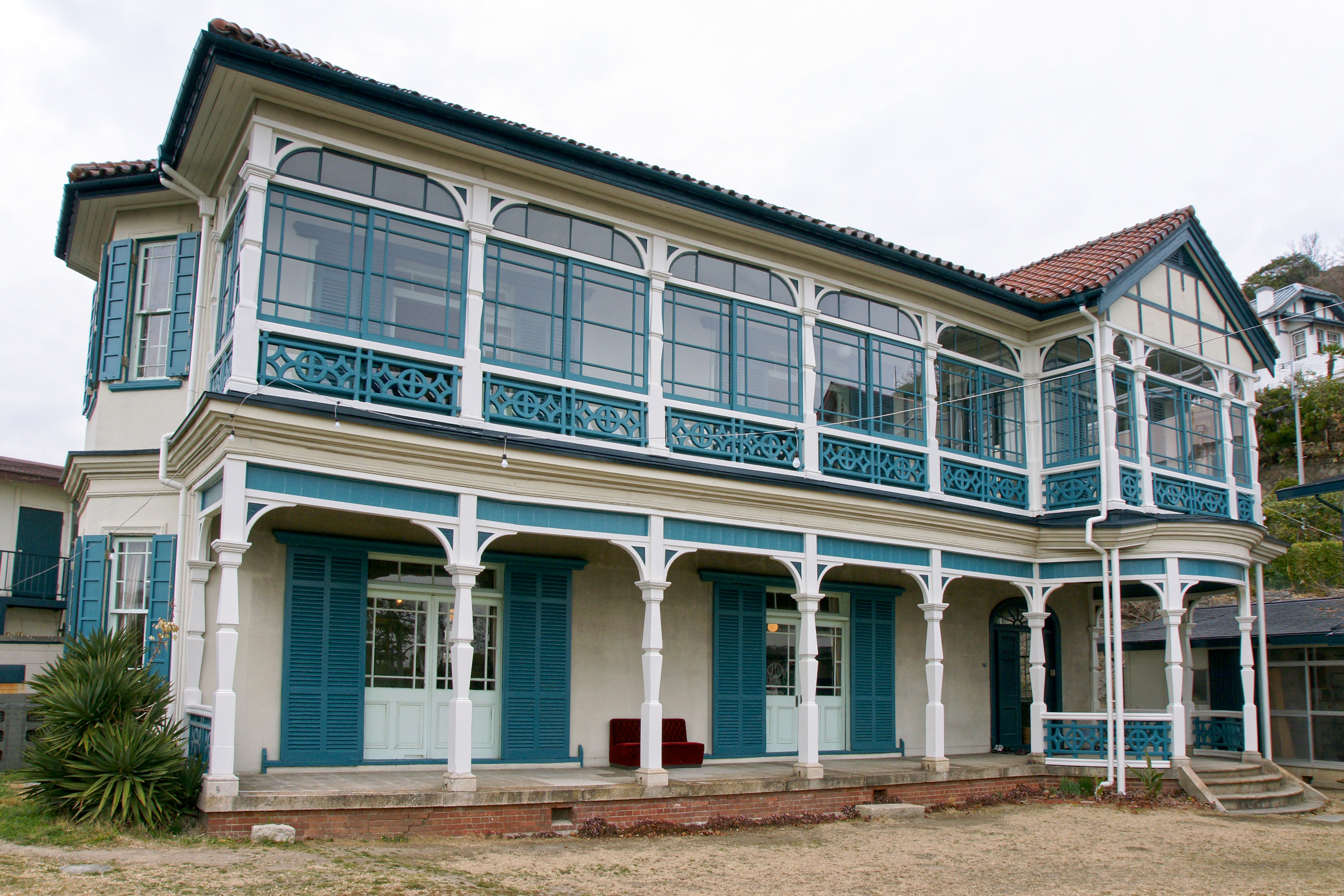
南側全景
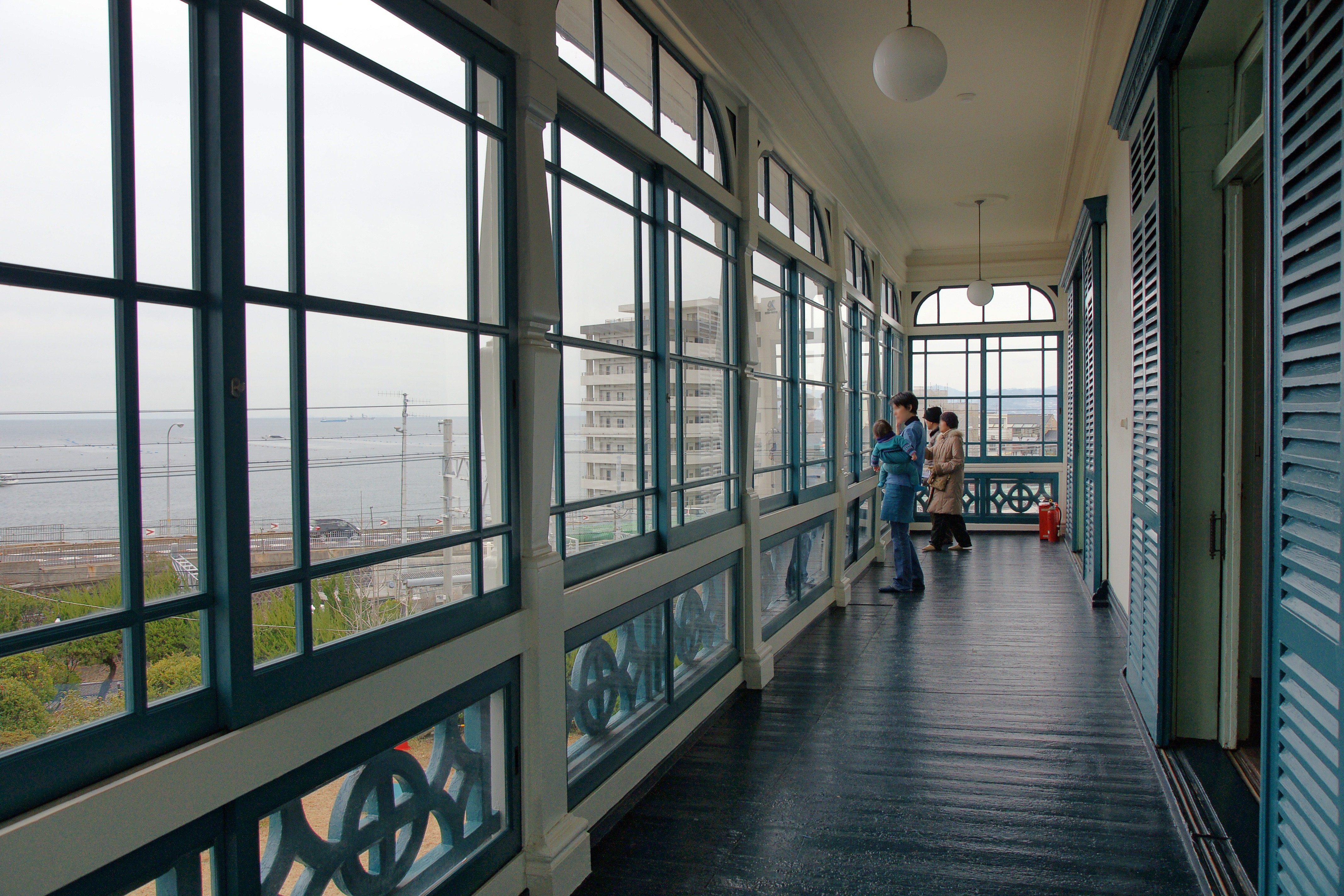
2Fベランダ
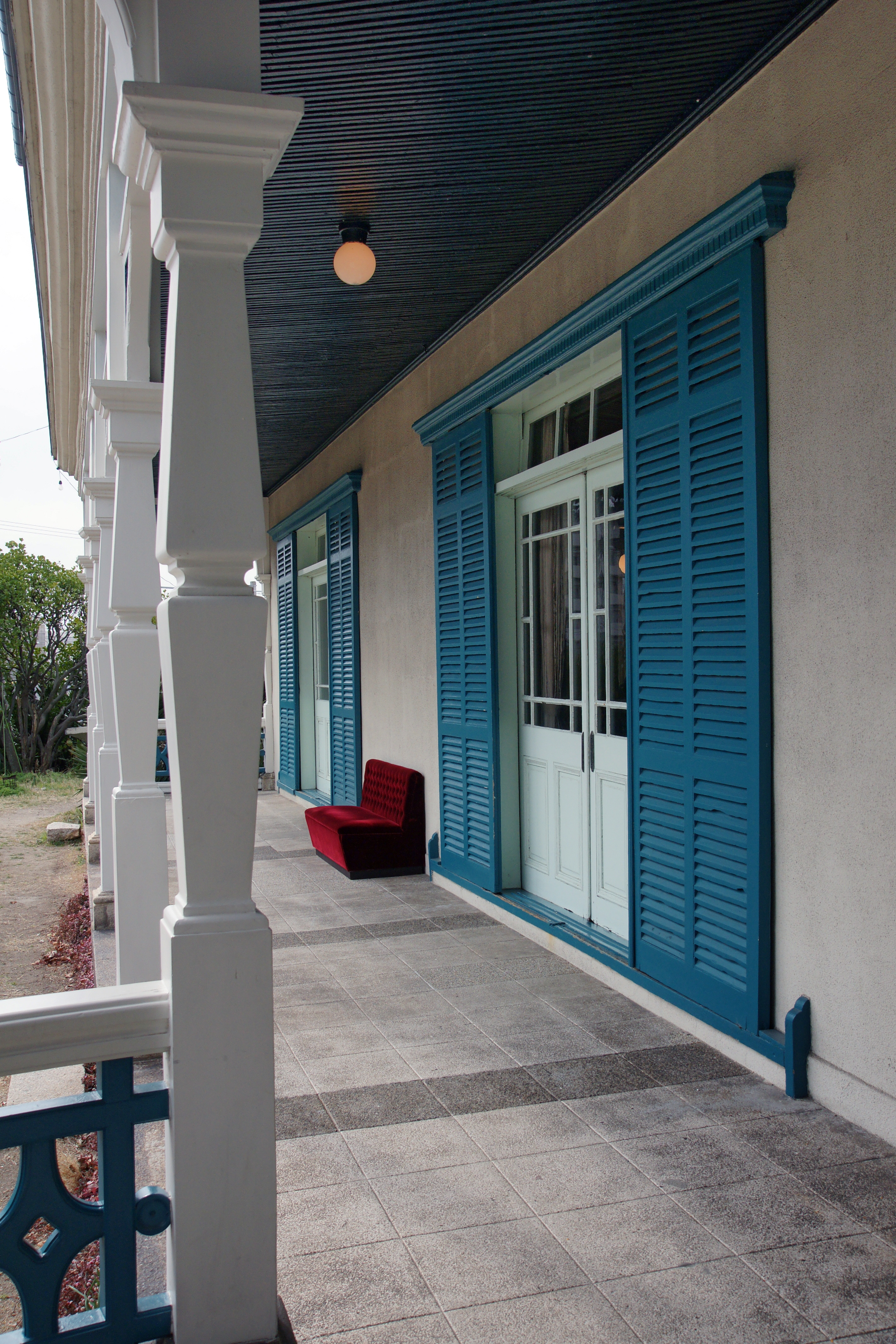
1Fベランダ
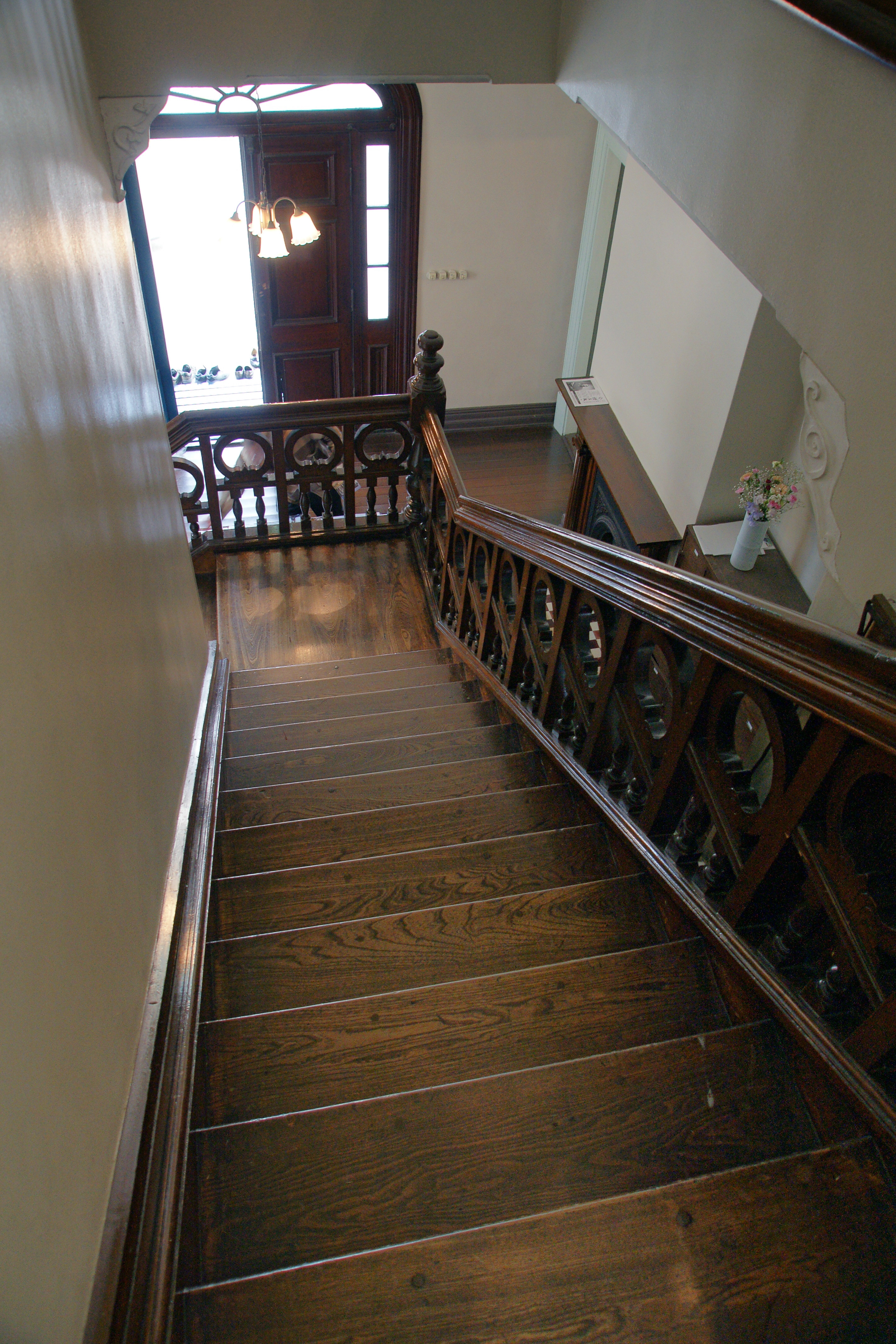
階段

## 利用情報
- 一般公開 - 毎月第3木曜日13:00～16:00（変更あり）

## 交通アクセス
- JR神戸線（山陽本線）「塩屋駅」徒歩10分
- 山陽電車「山陽塩屋駅」徒歩10分